# Partecipanti alla Milano-Sanremo 2018
Elenco dei partecipanti alla Milano-Sanremo 2018.
La Milano-Sanremo 2018 è stata la centonovesima edizione della corsa. Alla competizione presero parte 25 squadre, le diciotto iscritte all'UCI World Tour 2018 e le sette squadre invitate (la Gazprom-RusVelo, la Cofidis, la Israel Cycling Academy, la Nippo-Vini Fantini-Europa Ovini, la Wilier Triestina-Selle Italia e il Team Novo Nordisk), tutte di categoria UCI Professional Continental, ciascuna delle quali composta da sette corridori, per un totale di 175 ciclisti. Da Milano non prese il via Loïc Chetout, rendendo 174 i partenti effettivi.

## Corridori per squadra
Nota: R ritirato, NP non partito, FT fuori tempo, SQ squalificato 
| Team Sky                   | Team Sky                         | Team Sky                   | Gazprom-RusVelo                 | Gazprom-RusVelo                 | Gazprom-RusVelo                 | Team Katusha Alpecin          | Team Katusha Alpecin          | Team Katusha Alpecin          |
| -------------------------- | -------------------------------- | -------------------------- | ------------------------------- | ------------------------------- | ------------------------------- | ----------------------------- | ----------------------------- | ----------------------------- |
| 1                          | Michał Kwiatkowski               | 11º                        | 91                              | Sergej Firsanov                 | 74º                             | 181                           | Maksim Bel'kov                | 153º                          |
| 2                          | Gianni Moscon                    | 29º                        | 92                              | Igor' Boev                      | 60º                             | 182                           | José Gonçalves                | 53º                           |
| 3                          | Salvatore Puccio                 | 90º                        | 93                              | Nikolaj Čerkasov                | 147º                            | 183                           | Nathan Haas                   | 18º                           |
| 4                          | Luke Rowe                        | 146º                       | 94                              | Evgenij Kobernjak               | 164º                            | 184                           | Marcel Kittel                 | 155º                          |
| 5                          | Ian Stannard                     | 127º                       | 95                              | Stepan Kur'janov                | 133º                            | 185                           | Nils Politt                   | 61º                           |
| 6                          | Dylan van Baarle                 | 99º                        | 96                              | Artëm Nyč                       | 72º                             | 186                           | Simon Špilak                  | 34º                           |
| 7                          | Łukasz Wiśniowski                | R                          | 97                              | Aleksandr Vlasov                | 101º                            | 187                           | Rick Zabel                    | 120º                          |
| AG2R La Mondiale           | AG2R La Mondiale                 | AG2R La Mondiale           | Israel Cycling Academy          | Israel Cycling Academy          | Israel Cycling Academy          | Team Lotto NL-Jumbo           | Team Lotto NL-Jumbo           | Team Lotto NL-Jumbo           |
| 11                         | Tony Gallopin                    | 26º                        | 101                             | Kristian Sbaragli               | 69º                             | 191                           | Danny van Poppel              | 55º                           |
| 12                         | Cyril Gautier                    | 42º                        | 102                             | Guillaume Boivin                | 47º                             | 192                           | Enrico Battaglin              | 50º                           |
| 13                         | Alexis Gougeard                  | 79º                        | 103                             | Zakkari Dempster                | 59º                             | 193                           | Koen Bouwman                  | 68º                           |
| 14                         | Oliver Naesen (Lin.)             | 62º                        | 104                             | August Jensen                   | 45º                             | 194                           | Neilson Powless               | 83º                           |
| 15                         | Stijn Vandenbergh                | 70º                        | 105                             | Krists Neilands (Lin.)          | 23º                             | 195                           | Jos van Emden                 | 24º                           |
| 16                         | Clément Venturini                | 67º                        | 106                             | Guy Sagiv                       | 137º                            | 196                           | Gijs Van Hoecke               | 88º                           |
| 17                         | Alexis Vuillermoz                | 41º                        | 107                             | Dennis van Winden               | 134º                            | 197                           | Maarten Wynants               | 126º                          |
| Astana Pro Team            | Astana Pro Team                  | Astana Pro Team            | Lotto Soudal                    | Lotto Soudal                    | Lotto Soudal                    | Team Novo Nordisk             | Team Novo Nordisk             | Team Novo Nordisk             |
| 21                         | Luis León Sánchez                | 28º                        | 111                             | André Greipel                   | R                               | 201                           | Sam Brand                     | 136º                          |
| 22                         | Truls Engen Korsæth              | 139º                       | 112                             | Lars Bak                        | 130º                            | 202                           | Joonas Henttala               | 116º                          |
| 23                         | Oscar Gatto                      | 36º                        | 113                             | Jens Debusschere                | 22º                             | 203                           | David Lozano                  | 65º                           |
| 24                         | Aleksej Lucenko                  | 107º                       | 114                             | Jasper De Buyst                 | 109º                            | 204                           | Andrea Peron                  | 118º                          |
| 25                         | Magnus Cort Nielsen              | 8º                         | 115                             | Jens Keukeleire                 | 112º                            | 205                           | Charles Planet                | 131º                          |
| 26                         | Michael Valgren Andersen         | 97º                        | 116                             | Nikolas Maes                    | 87º                             | 206                           | Umberto Poli                  | 142º                          |
| 27                         | Davide Villella                  | 102º                       | 117                             | Marcel Sieberg                  | 119º                            | 207                           | Brian Kamstra                 | 158º                          |
| Bahrain-Merida             | Bahrain-Merida                   | Bahrain-Merida             | Mitchelton-Scott                | Mitchelton-Scott                | Mitchelton-Scott                | Team Sunweb                   | Team Sunweb                   | Team Sunweb                   |
| 31                         | Vincenzo Nibali                  | 1º                         | 121                             | Matteo Trentin                  | 37º                             | 211                           | Michael Matthews              | 7º                            |
| 32                         | Sonny Colbrelli                  | 9º                         | 122                             | Caleb Ewan                      | 2º                              | 212                           | Nikias Arndt                  | R                             |
| 33                         | Heinrich Haussler                | 33º                        | 123                             | Daryl Impey (Lin.)              | 21º                             | 213                           | Roy Curvers                   | 140º                          |
| 34                         | Kristijan Koren                  | 124º                       | 124                             | Roger Kluge                     | 106º                            | 214                           | Tom Dumoulin                  | 31º                           |
| 35                         | Matej Mohorič                    | 25º                        | 125                             | Sam Bewley                      | 104º                            | 215                           | Lennard Kämna                 | 105º                          |
| 36                         | Franco Pellizotti                | 85º                        | 126                             | Christopher Juul Jensen         | 30º                             | 216                           | Sam Oomen                     | 48º                           |
| 37                         | Luka Pibernik                    | 86º                        | 127                             | Svein Tuft                      | 152º                            | 217                           | Edward Theuns                 | 39º                           |
| Bardiani CSF               | Bardiani CSF                     | Bardiani CSF               | Movistar Team                   | Movistar Team                   | Movistar Team                   | Trek-Segafredo                | Trek-Segafredo                | Trek-Segafredo                |
| 41                         | Simone Andreetta                 | 128º                       | 131                             | Daniele Bennati                 | 91º                             | 221                           | Jasper Stuyven                | 10º                           |
| 42                         | Enrico Barbin                    | 100º                       | 132                             | Winner Anacona                  | 84º                             | 222                           | Koen de Kort                  | 43º                           |
| 43                         | Giovanni Carboni                 | 98º                        | 133                             | Carlos Barbero                  | 57º                             | 223                           | Fabio Felline                 | 46º                           |
| 44                         | Giulio Ciccone                   | 66º                        | 134                             | Carlos Alberto Betancur         | 77º                             | 224                           | Ryan Mullen                   | 117º                          |
| 45                         | Mirco Maestri                    | 108º                       | 135                             | Héctor Carretero                | 151º                            | 225                           | Boy van Poppel                | 143º                          |
| 46                         | Lorenzo Rota                     | 135º                       | 136                             | Víctor de la Parte              | 123º                            | 226                           | Grégory Rast                  | 111º                          |
| 47                         | Alessandro Tonelli               | 114º                       | 137                             | Dayer Quintana                  | 94º                             | 227                           | Kiel Reijnen                  | 115º                          |
| BMC Racing Team            | BMC Racing Team                  | BMC Racing Team            | Nippo-Vini Fantini-Europa Ovini | Nippo-Vini Fantini-Europa Ovini | Nippo-Vini Fantini-Europa Ovini | UAE Team Emirates             | UAE Team Emirates             | UAE Team Emirates             |
| 51                         | Greg Van Avermaet                | 17º                        | 141                             | Ivan Santaromita                | 81º                             | 231                           | Alexander Kristoff            | 4º                            |
| 52                         | Alberto Bettiol                  | 95º                        | 142                             | Marco Canola                    | 15º                             | 232                           | Matteo Bono                   | R                             |
| 53                         | Damiano Caruso                   | 27º                        | 143                             | Damiano Cima                    | 144º                            | 233                           | Sven Erik Bystrøm             | 54º                           |
| 54                         | Jempy Drucker                    | 56º                        | 144                             | Sho Hatsuyama                   | 150º                            | 234                           | Simone Consonni               | 93º                           |
| 55                         | Francisco Ventoso                | 121º                       | 145                             | Juan José Lobato                | 80º                             | 235                           | Filippo Ganna                 | 161º                          |
| 56                         | Jürgen Roelandts                 | 5º                         | 146                             | Simone Ponzi                    | 96º                             | 236                           | Ben Swift                     | 44º                           |
| 57                         | Michael Schär                    | 92º                        | 147                             | Marco Tizza                     | 82º                             | 237                           | Diego Ulissi                  | 103º                          |
| Bora-Hansgrohe             | Bora-Hansgrohe                   | Bora-Hansgrohe             | Quick-Step Floors               | Quick-Step Floors               | Quick-Step Floors               | Wilier Triestina-Selle Italia | Wilier Triestina-Selle Italia | Wilier Triestina-Selle Italia |
| 61                         | Peter Sagan (Lin.)               | 6º                         | 151                             | Elia Viviani                    | 19º                             | 241                           | Jakub Mareczko                | 160º                          |
| 62                         | Cesare Benedetti                 | 89º                        | 152                             | Julian Alaphilippe              | 35º                             | 242                           | Liam Bertazzo                 | 162º                          |
| 63                         | Maciej Bodnar                    | 110º                       | 153                             | Tim Declercq                    | 156º                            | 243                           | Matteo Busato                 | 159º                          |
| 64                         | Marcus Burghardt (Lin.)          | 58º                        | 154                             | Philippe Gilbert                | 75º                             | 244                           | Marco Coledan                 | 122º                          |
| 65                         | Daniel Oss                       | 32º                        | 155                             | Iljo Keisse                     | 125º                            | 245                           | Jacopo Mosca                  | 145º                          |
| 66                         | Juraj Sagan (Lin.)               | 157º                       | 156                             | Maximiliano Richeze             | 20º                             | 246                           | Filippo Pozzato               | 52º                           |
| 67                         | Andreas Schillinger              | 132º                       | 157                             | Fabio Sabatini                  | 76º                             | 247                           | Edoardo Zardini               | 64º                           |
| Cofidis, Solutions Crédits | Cofidis, Solutions Crédits       | Cofidis, Solutions Crédits | Team Dimension Data             | Team Dimension Data             | Team Dimension Data             |                               |                               |                               |
| 71                         | Christophe Laporte               | 13º                        | 161                             | Edvald Boasson Hagen            | 16º                             |                               |                               |                               |
| 72                         | Guillaume Bonnafond              | 113º                       | 162                             | Mark Cavendish                  | R                               |                               |                               |                               |
| 73                         | Loïc Chetout                     | NP                         | 163                             | Steve Cummings                  | 73º                             |                               |                               |                               |
| 74                         | Cyril Lemoine                    | 148º                       | 164                             | Mark Renshaw                    | R                               |                               |                               |                               |
| 75                         | Daniel Teklehaimanot             | 163º                       | 165                             | Jay Robert Thompson             | 141º                            |                               |                               |                               |
| 76                         | Anthony Turgis                   | R                          | 166                             | Scott Thwaites                  | 40º                             |                               |                               |                               |
| 77                         | Bert Van Lerberghe               | 149º                       | 167                             | Julien Vermote                  | 38º                             |                               |                               |                               |
| Groupama-FDJ               | Groupama-FDJ                     | Groupama-FDJ               | Team EF Education First-Drapac  | Team EF Education First-Drapac  | Team EF Education First-Drapac  |                               |                               |                               |
| 81                         | Arnaud Démare (Lin.)             | 3º                         | 171                             | Sacha Modolo                    | 14º                             |                               |                               |                               |
| 82                         | Matthieu Ladagnous               | 63º                        | 172                             | Matti Breschel                  | 12º                             |                               |                               |                               |
| 83                         | Davide Cimolai                   | 51º                        | 173                             | Simon Clarke                    | R                               |                               |                               |                               |
| 84                         | Jacopo Guarnieri                 | 49º                        | 174                             | Mitchell Docker                 | R                               |                               |                               |                               |
| 85                         | Ignatas Konovalovas (Lin. e Cr.) | 71º                        | 175                             | Sebastian Langeveld             | 78º                             |                               |                               |                               |
| 86                         | Olivier Le Gac                   | 138º                       | 176                             | Daniel McLay                    | R                               |                               |                               |                               |
| 87                         | Mickaël Delage                   | 129º                       | 177                             | Taylor Phinney                  | 155º                            |                               |                               |                               |